# Dariusz II
Dariusz II Ochos (staropers. 𐎭𐎠𐎼𐎹𐎺𐎢𐏁) – król perski z dynastii Achemenidów, panował w latach 423-404 p.n.e.
Znany pod imieniem Ochos, przyjął monarsze imię Dariusz (Dariajos). Był synem Artakserksesa I i babilońskiej konkubiny Kosmartidene (z tego powodu znany także pod mianem Nokos, tj. Bękart), przyrodnim bratem Kserksesa II oraz Sogdianosa, którego po przybyciu do Suzy zgładził i po którym objął w lutym 423 p.n.e. tron. Roszczenia do tronu zgłaszał prawdopodobnie wcześniej, po śmierci swojego ojca, Artakserksesa. Przed objęciem tronu był satrapą Hyrkanii. W zdobyciu władzy dopomógł mu eunuch Artoksares, a także dowódca jazdy Arbarios i satrapa Egiptu, Arsames. Występował jako mściciel Kserksesa II, którego Sogdianos rozkazał wcześniej zabić. 
Żoną była jego siostra przyrodnia Parysatis – córka Artakserksesa I i babilońskiej konkubiny Andrii. Dariusz zgładził również swego brata Arsitesa, który wspomagany przez Artyfiosa próbował sięgnąć po tron perski. W czasie jego rządów Persja przeżywała liczne bunty, m.in. w Hyrkanii i Medii. 
Podczas drugiej wojny peloponeskiej między Atenami i Spartą Persja wspierała finansowo i militarnie Spartę. Dzięki zaangażowaniu się w wojnę Dariusz zdołał częściowo odzyskać kontrolę nad zachodnim wybrzeżem Azji Mniejszej.
Znaczne wpływy wywierała nań koteria eunuchów (Artoksares, Artibarzanes, Atoos), a także żona Parysatis. Miał z nią trzynaścioro dzieci, wieku dorosłego dożyło pięcioro:
- córka Amestris[3],
- syn Arsakes[4][3],
- syn Cyrus[4][3],
- syn Artostes[3],
- syn Oksendras[3].

Dariusz zachorował i zmarł w Babilonie w 404 p.n.e. (wg Kwiatkowskiego w 405 p.n.e.). Był ostatnim Achemenidą pochowanym w Naghsz-e-Rostam. Następcą Dariusza II został jego syn Artakserkses II.